# ماريا رودريغو
ماريا رودريغو (بالإسبانية: María Rodrigo Bellido)‏ هي ملحنة إسبانية، ولدت في 20 مارس 1888 في مدريد في إسبانيا، وتوفيت في 8 ديسمبر 1967 في بورتوريكو في الولايات المتحدة.

## وصلات خارجية
- ماريا رودريغو على موقع ميوزك برينز (الإنجليزية)